# Christian Wilhelm Westerhoff
Christian Wilhelm Westerhoff (* 1763 in Osnabrück; † 26. Januar 1806 in Bückeburg) war ein deutscher Komponist. Er war Sohn des Heinrich Philipp Westerhoff, der Stadtmusikant in Osnabrück und Hofmusikant des Grafen Ludwig Wilhelm zu Bentheim und Steinfurt war. Von 1786 bis 1790 war er Mitglied der Hofkapelle Burgsteinfurt. 1795 wurde er Konzertmeister an der Hofkapelle in Bückeburg.

## Werke
- Symphonie Es-Dur (1796)
- Klarinettenkonzert op. 5
- Konzert für Klarinette, Fagott & Orchester
- Konzert für Viola & Orchester Nr. 1 G-Dur
- Konzert für Viola & Orchester Nr. 2 C-Dur
- Konzert für Viola & Orchester Nr. 3 C-Dur
- Konzert für Flüte D-Dur